# O-Acetilpsilocin
O-Acetilpsilocin (Psilacetin, 4-Acetoksi-DMT, 4-AcO-DMT) je sintetički napravljen psihoaktivni lek. On može da bude potencijalno korisna alternativa psilocibina za farmakološke studije, jer su oba molekula prolekovi psilocina. Postoji mnoštvo dokaza da se dejstvo O-acetilpsilocina znatno razlikuje od psilocibina i psilocina.